# 아부쿠마 급행
아부쿠마 급행(일본어: 阿武隈急行)은 일본 후쿠시마현 다테시에 본사를 둔, 후쿠시마 현 및 미야기현에서 (구) 일본국유철도의 특정 지방 교통선 및 일본철도건설공단의 건설선 (마루모리 선)을 계승했던 아부쿠마 급행선을 운영하는 제3 섹터 방식의 철도 회사이다. 아부큐라고 하는 호칭이 붙여진다.
현재는 미야기 · 후쿠시마 현 및 연선 지자체에서 과반수의 주식을 보유하지만, 설립 당초는 지역의 철도 · 버스 회사 후쿠시마 교통이 주식의 51%를 보유하고 있다. 현재도 후쿠시마현에 걸쳐서 후쿠시마 교통 이자카 선과 역사 · 승강장을 공동 사용하고 있다.

## 노선
- 아부쿠마 급행선 : 후쿠시마 - 쓰키노키 (54.9km, 24역 · 제 1 종 철도사업자. 후쿠시마 - 야노메 신호장 구간은 JR 동일본 도호쿠 본선과 시설을 공용)

## 차량
아부쿠마 급행이 보유하는 차량은 모두 전동차이다.
- 8100계
- AB900계(2019년 도입 예정)

## 같이 보기
- 일본의 철도 회사 목록